# Ven devórame otra vez
"Ven Devórame Otra Vez" é uma canção interpretada pela atriz e cantora mexicana Lucero. Foi lançado como o segundo single do álbum Más Enamorada con Banda em 20 de Abril de 2018.

## Informações
"Ven Devórame Otra Vez" é uma canção do gênero banda que dura três minutos e onze segundos e foi escrita por Palmer Hernández. Foi interpretada pela primeira vez pelo cantor porto-riquenho Lalo Rodríguez para o álbum Un Nuevo Despertar. Na época, a música chamou a atenção por conter bastante conotação sexual. Foi posteriormente gravado por outros artistas como Azúcar Moreno, Charlie Cruz e pela brasileira Elba Ramalho sob o nome de "Devora-me Outra Vez".

## Lançamentos
Ao contrário do single anterior, "Necesitaría", "Ven Devórame Ora Vez" foi lançado sem alarde pela cantora no dia 20 de Abril. Como "Necesitaría", sendo o primeiro single, é o carro chefe de Más Enamorada con Banda, "Ven Devórame Otra Vez" não teve tanta divulgação por parte da artista.

## Interpretações ao vivo
Lucero interpretou a canção pela primeira vez durante a coletiva de imprensa da divulgação de Más Enamorada con Banda, no Centro Cultural Roberto Cantoral na Cidade do México, em 8 de Fevereiro de 2018.

## Videoclipe
O videoclipe de "Ven Devórame Otra Vez" foi lançado no dia 19 de Abril de 2018, através do canal VEVO oficial da artista. Foi gravado durante sua coletiva de imprensa da divulgação de Más Enamorada con Banda, no Centro Cultural Roberto Cantoral.

## Formato e duração
- Download digital / streaming

1. "Ven Devórame Otra Vez" – 3:11

## Histórico de lançamentos
| País   | Data                | Formatos                   | Gravadora                               |
| ------ | ------------------- | -------------------------- | --------------------------------------- |
| México | 20 de Abril de 2018 | Download digital streaming | Fonovisa Records Universal Music Latino |